# Chmielowy
Chmielowy – polski taniec ludowy, tańczony na weselu do melodii Chmiela po oczepinach panny młodej.